# Carebara
Carebara es un género de hormigas guerreras perteneciente a la familia Formicidae, orden Hymenoptera. Fue descrito por Westwood en 1840.

## Especies
- Carebara aborensis (Wheeler, 1913)
- Carebara abuhurayri Sharaf & Aldawood, 2011
- Carebara acuta (Weber, 1952)
- Carebara acutispina (Xu, 2003)
- Carebara affinis (Jerdon, 1851)
- Carebara afghana (Pisarski, 1970)
- Carebara africana (Forel, 1910)
- Carebara alluaudi (Santschi, 1913)
- Carebara alperti Fernández, 2010
- Carebara alpha (Forel, 1905)
- Carebara altinoda (Xu, 2003)
- Carebara amia (Forel, 1913)
- Carebara ampla Santschi, 1912
- Carebara angolensis (Santschi, 1914)
- Carebara angulata Fernández, 2004
- Carebara anophthalma (Emery, 1906)
- †Carebara antiqua (Mayr, 1868)
- Carebara arabara Fernández, 2010
- Carebara arabica (Collingwood & Van Harten, 2001)
- Carebara armata (Donisthorpe, 1948)
- Carebara arnoldi (Forel, 1913)
- Carebara arnoldiella (Santschi, 1919)
- Carebara asina (Forel, 1902)
- Carebara atoma (Emery, 1900)
- Carebara audita Fernández, 2004
- Carebara bartrumi Weber, 1943
- Carebara bengalensis (Forel, 1902)
- Carebara beta (Forel, 1905)
- Carebara bicarinata Santschi, 1912
- Carebara bihornata (Xu, 2003)
- †Carebara bohemica (Novák, 1877)
- Carebara borealis (Terayama, 1996)
- Carebara bouvardi (Santschi, 1913)
- Carebara brasiliana Fernández, 2004
- Carebara brevipilosa Fernández, 2004
- Carebara bruchi (Santschi, 1933)
- Carebara bruni (Forel, 1913)
- Carebara butteli (Forel, 1913)
- Carebara capreola (Wheeler, 1927)
- Carebara carinata Bharti & Kumar, 2013
- Carebara castanea Smith, 1858
- Carebara coeca Fernández, 2004
- Carebara concinna (Mayr, 1867)
- Carebara convexa (Weber, 1950)
- Carebara coqueta Fernández, 2006
- Carebara cornigera (Forel, 1902)
- Carebara crassiuscula (Emery, 1900)
- Carebara cribriceps (Wheeler, 1927)
- Carebara crigensis (Belshaw & Bolton, 1994)
- Carebara curvispina (Xu, 2003)
- Carebara debilis (Santschi, 1913)
- Carebara dentata Bharti & Kumar, 2013
- Carebara deponens (Walker, 1859)
- Carebara diabola (Santschi, 1913)
- Carebara diabolica (Baroni Urbani, 1969)
- Carebara distincta (Bolton & Belshaw, 1993)
- Carebara diversa (Jerdon, 1851)
- Carebara donisthorpei (Weber, 1950)
- Carebara elmenteitae (Patrizi, 1948)
- Carebara elongata Fernández, 2004
- Carebara erythraea (Emery, 1915)
- Carebara escherichi (Forel, 1911)
- Carebara fayrouzae Sharaf, 2013
- Carebara frontalis (Weber, 1950)
- Carebara globularia Fernández, 2004
- Carebara grandidieri (Forel, 1891)
- Carebara guineana Fernández, 2006
- Carebara hannya (Terayama, 1996)
- Carebara hornata Bharti & Kumar, 2013
- Carebara hunanensis (Wu & Wang, 1995)
- Carebara inca Fernández, 2004
- Carebara incerta (Santschi, 1919)
- Carebara incierta Fernández, 2004
- Carebara infima (Santschi, 1913)
- Carebara intermedia Fernández, 2004
- Carebara jacobsoni (Forel, 1911)
- Carebara jeanneli (Santschi, 1913)
- Carebara jiangxiensis (Wu & Wang, 1995)
- Carebara junodi Forel, 1904
- Carebara khamiensis (Arnold, 1952)
- Carebara kofana Fernández, 2004
- Carebara lamellifrons (Forel, 1902)
- Carebara langi Wheeler, 1922
- Carebara latro (Santschi, 1937)
- Carebara leei (Forel, 1902)
- Carebara lignata Westwood, 1840
- Carebara longiceps (Santschi, 1929)
- Carebara longii (Wheeler, 1903)
- Carebara lucida (Santschi, 1917)
- Carebara lusciosa (Wheeler, 1928)
- Carebara majeri Fernández, 2004
- Carebara manni (Donisthorpe, 1941)
- Carebara mayri (Forel, 1901)
- Carebara menozzii (Ettershank, 1966)
- Carebara minima (Emery, 1900)
- Carebara minuta Fernández, 2004
- Carebara mjobergi (Forel, 1915)
- Carebara nana (Santschi, 1919)
- Carebara nayana (Sheela & Narendran, 1997)
- †Carebara nitida (Dlussky & Perkovsky, 2002)
- Carebara norfolkensis (Donisthorpe, 1941)
- Carebara nosindambo (Forel, 1891)
- Carebara nuda Fernández, 2004
- Carebara obtusidenta (Xu, 2003)
- Carebara octata (Bolton & Belshaw, 1993)
- Carebara oertzeni (Forel, 1886)
- Carebara oni (Terayama, 1996)
- Carebara osborni Wheeler, 1922
- Carebara overbecki (Viehmeyer, 1916)
- Carebara paeta (Santschi, 1937)
- Carebara panamensis (Wheeler, 1925)
- Carebara patrizii Menozzi, 1927
- Carebara paya Fernández, 2004
- Carebara perpusilla (Emery, 1895)
- Carebara peruviana (Emery, 1906)
- Carebara petulca (Wheeler, 1922)
- Carebara pilosa Fernández, 2004
- Carebara pisinna (Bolton & Belshaw, 1993)
- Carebara polita (Santschi, 1914)
- Carebara polyphemus (Wheeler, 1928)
- Carebara propomegata Bharti & Kumar, 2013
- Carebara pseudolusciosa (Wu & Wang, 1995)
- Carebara punctata (Karavaiev, 1931)
- Carebara qianliyan Terayama, 2009
- Carebara raja (Forel, 1902)
- Carebara rara (Bolton & Belshaw, 1993)
- Carebara rectangulata Bharti & Kumar, 2013
- Carebara rectidorsa (Xu, 2003)
- Carebara reina Fernández, 2004
- Carebara reticapita (Xu, 2003)
- Carebara reticulata Fernández, 2004
- Carebara robertsoni (Bolton & Belshaw, 1993)
- Carebara rothneyi (Forel, 1902)
- Carebara rugata (Forel, 1913)
- Carebara sakamotoi Terayama, Lin & Eguchi, 2012
- Carebara sangi (Eguchi & Bui, 2007)
- Carebara santschii (Weber, 1943)
- Carebara sarasinorum (Emery, 1901)
- Carebara sarita (Bolton & Belshaw, 1993)
- Carebara satana (Karavaiev, 1935)
- Carebara sauteri (Forel, 1912)
- Carebara semilaevis (Mayr, 1901)
- Carebara sicheli Mayr, 1862
- Carebara silvestrii (Santschi, 1914)
- Carebara simalurensis (Forel, 1915)
- Carebara similis (Mayr, 1862)
- Carebara sinhala Fischer, Azorsa & Fisher, 2014
- Carebara sodalis (Emery, 1914)
- †Carebara sophiae (Emery, 1891)
- Carebara spinata Bharti & Kumar, 2013
- Carebara stenoptera (Kusnezov, 1952)
- Carebara striata (Xu, 2003)
- Carebara sublatro (Forel, 1913)
- Carebara subreptor (Emery, 1900)
- Carebara sudanensis (Weber, 1943)
- Carebara sudanica Santschi, 1933
- Carebara sundaica (Forel, 1913)
- Carebara tahitiensis (Wheeler, 1936)
- Carebara taiponica (Wheeler, 1928)
- Carebara taprobanae (Forel, 1911)
- Carebara tenua Fernández, 2004
- Carebara termitolestes (Wheeler, 1918)
- Carebara thoracica (Weber, 1950)
- †Carebara thorali (Théobald, 1937)
- Carebara traegaordhi (Santschi, 1914)
- †Carebara ucrainica (Dlussky & Perkovsky, 2002)
- Carebara ugandana (Santschi, 1923)
- Carebara urichi (Wheeler, 1922)
- Carebara vidua Smith, 1858
- Carebara viehmeyeri (Mann, 1919)
- Carebara villiersi (Bernard, 1953)
- Carebara voeltzkowi (Forel, 1907)
- Carebara vorax (Santschi, 1914)
- Carebara weyeri (Karavaiev, 1930)
- Carebara wheeleri (Ettershank, 1966)
- Carebara wroughtonii (Forel, 1902)
- Carebara yamatonis (Terayama, 1996)